# Surakarta (Spiel)

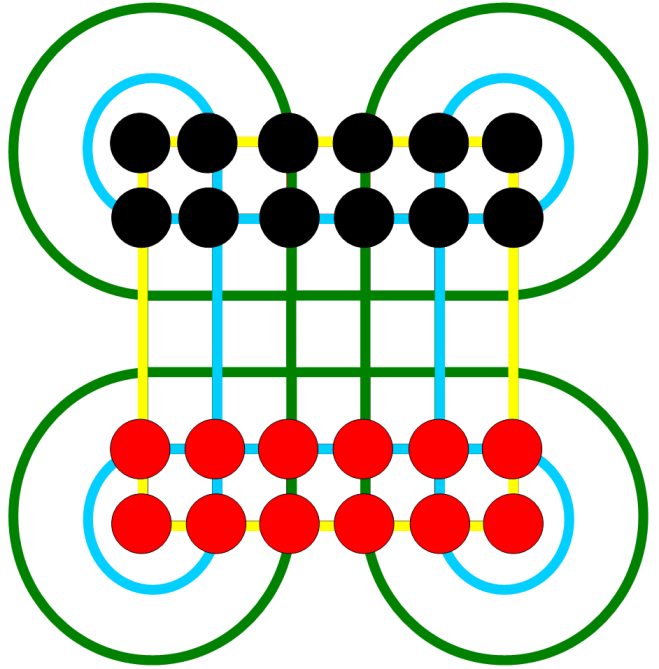
Surakarta Spielaufbau

Surakarta ist nach verschiedenen Angaben des Ravensburger Verlages und weiterer Quellen ein javanisches Brettspiel, das nach der indonesischen Stadt Surakarta benannt sei. Das Spiel kann bislang jedoch nicht durch eine verlässliche Quelle als traditionelles javanesisches Brettspiel belegt werden. Angaben zu Alter und historische Aufzeichnungen deutlich vor der Veröffentlichung durch Ravensburger sind nicht bekannt.

## Geschichte
Es wird in den Quellennachweisen angegeben, auf Java sei dieses Spiel ursprünglich mit Muscheln als Spielsteinen gespielt worden, wobei die Linien in den Sand gezeichnet wurden.

## Regeln

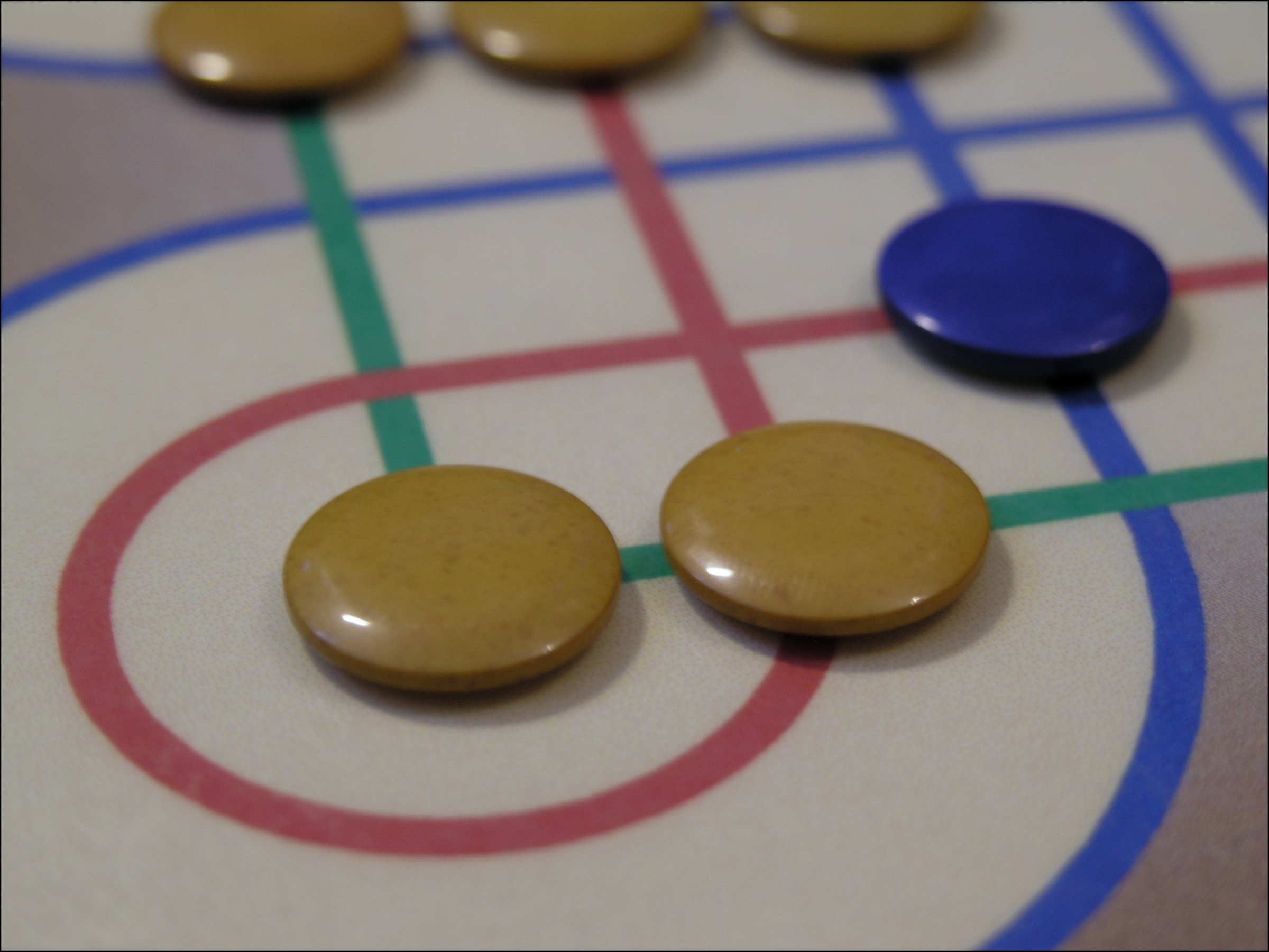
Mehrfarbige Spielsteine

Es spielen zwei Spieler gegeneinander, wobei der erste Spieler 12 Steine seiner Farbe wählt und sie auf die schwarzen Punkte auf den Schnittpunkten der Linien seiner Seite legt. Der Gegner wiederum legt 12 weiße Steine auf die weißen Punkte seiner Seite des Spielplans.
Es wird abwechselnd jeweils ein eigener Stein pro Runde gezogen. Bei jedem Zug wird entweder nur gezogen oder dabei ein Stein des Mitspielers geschlagen.
Im Fall eines einfachen Zugs ohne Schlagen darf sowohl vorwärts als auch rückwärts in wahlweise waagrechter, senkrechter oder auch diagonaler Richtung auf jeden freien angrenzenden Punkt gezogen werden.
Bei einem schlagenden Zug wandert der Stein eine Linie auch über mehrere unbesetzte Felder entlang – wobei die Reise mindestens über einen der Bögen führen muss – bis er auf einen gegnerischen Stein trifft, den der Spieler dann entfernen darf.
Verlierer ist, wer keine Steine mehr hat. Zur Ermittlung des Ergebnisses addiert man die geschlagenen Steine zu den eigenen Steinen, die noch im Spiel sind.